# Византеа Разашеаска (Вранча)
Византеа Разашеаска (рум. Vizantea Răzășească) насеље је у Румунији у округу Вранча у општини Византеа-Ливези. Oпштина се налази на надморској висини од 330 m.

## Становништво
Према подацима из 2002. године у насељу је живело 971 становника, од којих су сви румунске националности.